# Loweia postlocarnensis
Loweia postlocarnensis är en fjärilsart som beskrevs av Beuret 1953. Loweia postlocarnensis ingår i släktet Loweia och familjen juvelvingar. Inga underarter finns listade i Catalogue of Life.